# Kurdžips
Kurdžips (rus. Курджипс), koja se nalazi u planinama Kavkaza, rijeka je u Apšeronskom rajonu Krasnodarskog kraja u Rusiji. To je lijeva pritoka Belaje u blizini Majkopa. Duga je 100 km, s površinom porječja od 768 km2.
Rijeka je mjesto za divljinu i ekstremne sportove. Rijeka je privukla svjetsku pozornost 2000. godine kada su u špilji na njezinim obalama otkriveni ostaci neandertalca.

## Vanjske poveznice
|  | Zajednički poslužitelj ima još gradiva o temi Kurdžips |